# 国家重点美术馆
国家重点美术馆，是中华人民共和国文化部“为了进一步加强和规范全国美术馆行业管理和分类指导，充分发挥美术馆的公益文化服务作用，推动美术馆标准化、规范化建设，全面提高美术馆的建设管理水平和服务质量，繁荣文化艺术事业，满足人民群众文化生活需求”，而在全国范围内具有展览、典藏、研究及公共教育和服务功能，不以营利为目的的公益性美术馆中根据其基础设施、管理和服务等评定出的美术馆。

## 历史
2009年1月7日，文化部发布了全国重点美术馆评估办法
，一共5章29条。其中第二十一条规定了“国家重点美术馆须将标牌置于其主入口处的最明显位置，接受社会监督。”，第二十六条规定了被取消资格的几种情况，其中包括“美术馆经费逐年降低或大幅下降，无法保证美术馆正常运营；”。同时发布了全国重点美术馆评估标准（暂行），一共7章30条。其中具体细则规定第23条要求馆内人员要经常发表专业论文、出版学术专著，出版高质量的学术刊物，第27条要求每年开放300天以上、有无障碍通道、必须开设网站，网站要支持两种及以上的语言等。
在发布办法和标准之前，民政局完全没有非营利性的美术馆创建标准，只能以企业名义创建美术馆，但是作为企业几乎无法获得捐赠，有了这个标准之后普通的民办非营利性美术馆就可以参考全国重点美术馆评估办法与标准的方法来办理注册了，之前注册为企业的美术馆也注销了公司，通过这个标准转为非营利性美术馆，例如今日美术馆。
2010年12月15日至30日进行了第一批国家重点美术馆推荐名单的社会公示，征求社会意见。
2011年1月11日正式公布第一批总计9家国家重点美术馆名单，和推荐名单的条目和顺序完全一致。
2014年文化部发布了全国重点美术馆评估办法的修订稿，修订后共6章29条，其中第22条的国家重点美术馆须将标牌置于其主入口处的明显位置去掉了之前的最字，又将之前的 美术馆经费逐年降低或大幅下降，无法保证美术馆正常运营 改为 因经费等原因，导致美术馆无法正常运营。同时发布了全国重点美术馆评估标准，共7章26条，标准细则在第19条和第24条，和2009年的标准第23条、第27条基本一致。
2015年7月14日，一共15家美术馆初审入围第二次全国重点美术馆，其中民营美术馆今日美术馆、龙美术馆入围，等待文化部实地考察。
2015年10月15日，文化部正式发布了第二次全国重点美术馆评估结果的通知，只有4家正式入选。

## 国家重点美术馆列表

### 第一批
- 中国美术馆
- 上海美术馆
- 江苏省美术馆
- 广东美术馆
- 陕西省美术博物馆
- 湖北美术馆
- 深圳市关山月美术馆
- 北京画院美术馆
- 中央美术学院美术馆[8]

### 第二批
- 浙江美术馆
- 广州艺术博物院（广州美术馆）
- 武汉美术馆
- 中国美术学院美术馆[9][10][11]